# Bianca Hein
Pour les articles homonymes, voir Hein.
Bianca Hein est une actrice allemande née le 9 septembre 1975 à Sarrebruck,.

## Biographie
Elle a commencé sa carrière au théâtre à l'âge de cinq ans, en participant notamment à de nombreuses adaptations de contes. La musique tient également une place prépondérante dans sa vie ; enfant, elle a été initiée au piano, à la flûte et à la guitare. Plus tard, elle a également suivi des cours de chant et a fait partie d'une chorale.
Bachelière en 1995, elle a poursuivi des études d'art dramatique, de chant et danse jusqu'en 1999. Depuis, elle a joué dans de nombreuses séries allemandes, la plus connue étant Verliebt in Berlin (en français : Le Destin de Lisa), qui a obtenu un succès considérable, et qui a été diffusé en France sur TF1 et NT1. Bianca Hein y interprète Mariella von Brahmberg, la fille des cofondateurs de la grande société de mode Kerima Moda et fiancée de l'actuel directeur de cette société, David Seidel.
Fin 2008, Bianca Hein devient mère d'une petite fille. Elle vit avec son petit ami à Munich.
Depuis 2006, elle apparaît très régulièrement dans la série télévisée Soko brigade des stups (SOKO 5113).

## Théâtre
- 2000 : Kur(t)z Weill
  - Glückliche Zeiten : Stephanie
  - Beaucoup de bruit pour rien : Beatrice
  - Gretchen 89ff : Gretchen
- 2002 : Was zählt ist die Familie : Caithlin
- 2003-2004 : Sonne für zwei : Josianne

## Filmographie
| - 2003 : Der Letzte Lude de Stephen Manuel : Mädel 1 - 2007 : Die Sandra Situation (Court métrage) de Petra Käthe Niemeyer : Disco Sandra | - 2001 : Unter Uns (série télévisée) : Meike Wagner - 2004-2005 : Mein Chef und ich (série télévisée) : Vanessa - 2005-2006 : Le Destin de Lisa (série télévisée) : Mariella Von Brahmberg - 2006-2013 : Soko brigade des stups (SOKO 5113) (série télévisée) : Katharina Hahn - 2006 : Balko (série télévisée) : Lena Trombosi - 2008 : Angie (série télévisée) : Viki Reichardt - 2008 : Le Prince d'à côté (Der Prinz von nebenan) (Téléfilm) de Peter Stauch : Babette Plettenberg - 2011 : Wilsberg (série télévisée) : Denise Schulte - 2013 : SOKO: Der Prozess (série télévisée) : Katharina Hahn |